# Collectif de recherche transdisciplinaire esprit critique et sciences
« Cortecs » redirige ici. Pour l’article homophone, voir Cortex.
Le Collectif de recherche transdisciplinaire esprit critique et sciences (ou CORTECS) est une association loi de 1901 fondée en 2010 entre Grenoble, Montpellier et Marseille. Son objectif est la transmission des divers aspects de l’esprit critique, par le biais notamment d'enseignements, de travaux de recherche et d'élaboration de ressources pédagogiques. Le collectif procède à la mise en réseau des professionnels de l'esprit critique.

## Historique
Denis Caroti, Géraldine Fabre, Nicolas Gaillard, Richard Monvoisin et Guillemette Reviron ont créé le CORTECS en 2010, sur les bases des enseignements d'esprit critique et d'autodéfense intellectuelle de Richard Monvoisin à l'Université Grenoble-Alpes (anciennement Université Joseph-Fourier) en 2004, d'abord à l'UFR de pharmacie, puis aux licences toutes disciplines et aux doctorants-enseignants. Ces enseignements avaient emprunté la formule de décorticage des pseudo-théories enseigné par  Henri Broch depuis 1993, et objets de recherche au Laboratoire de zététique à l’Université Nice-Sophia-Antipolis.

## But
Le collectif développe des pédagogies centrées sur la pensée critique : "ensemble d’aptitudes et de dispositions permettant une analyse, un tri et une évaluation efficaces des informations, de leurs sources, et des arguments invoqués pour soutenir telle ou telle affirmation". Le CORTECS rassemble différent outillages, depuis les sciences expérimentales jusqu’aux sciences humaines, politiques et sociales. À l'instar de Russell, Chomsky ou Baillargeon, le matérialisme méthodologique sert de socle et la dimension émancipatrice progressiste est largement mise en avant.

## Missions

### Mission "Sciences critique & sociétés"
De 2011 à 2017, l'Université Joseph-Fourier (devenue depuis l'université Grenoble-Alpes) a confié la mission « Sciences critique & sociétés » à Richard Monvoisin : ouverture et mise en ligne des cours au grand public, production de matériel pédagogique et vigilance sur les contenus non scientifiques dans les enseignements.

### Mission à l'Éducation nationale
Depuis septembre 2017, mandaté par Najat Vallaud-Belkacem alors Ministre de l’Éducation nationale, le CORTECS est partenaire du dispositif pilote « Esprit critique » de l'académie d'Aix-Marseille,.

### Structure fédérative de recherche pensée critique
Le CORTECS a fait émerger en 2017 une structure fédérative de recherche (SFR) centrée sur la pensée critique. Elle s’orchestrait en triptyque sur les thèmes de santé, d’épistémologie et des pensées radicales extrêmes.

### Évaluation des pratiques utilisées par les kinésithérapeutes
Depuis 2013, le Conseil de l'Ordre des masseurs kinésithérapeutes (CNOMK) sollicite le CORTECS pour évaluer des pratiques utilisées par les kinésithérapeutes, afin d'émettre des avis déontologiques,. Le CORTECS a étudié la fasciathérapie, la biokinergie, l'ostéopathie crânienne et l'ostéopathie viscérale. Le rapport sur l'ostéopathie crânienne a fait l'objet d'une couverture médiatique dans la presse généraliste mais aussi dans les médias sur l'ostéopathie ainsi que de critiques,,, auxquelles les auteurs ont répondu,.

## Activités

### Enseignements
Différents cours sont ou ont été dispensés par le CORTECS au sein de l'Université Grenoble-Alpes, à l'Université Inter-Âges du Dauphiné, à l'Université de Montpellier,, à l'Université de Nîmes, à la maison d'arrêt de Villeneuve-lès-Maguelone et au centre pénitentiaire de Béziers, dans les lycées et CFA de la région Provence-Alpes-Côte d'Azur dans le cadre du dispositif Science Culture, à l'Université d'Aix-Marseille, à l'Institut français de l’éducation, pour l'Union régionale des professionnel·les de santé masseurs-kinésithérapeutes en Auvergne-Rhône-Alpes, ou encore à l'École nationale d'ingénieurs de Brest.

### Mise à disposition de ressources pédagogiques
Le CORTECS met à disposition sur son site web de nombreuses ressources pédagogiques à destination des enseignants comme des étudiants sous différents formats. Tout le contenu du site produit par ses membres est sous licence libre (CC BY-SA 4.0). L'université Grenoble-Alpes met également à disposition l'ensemble des conférences réalisées par les membres du collectif dans le cadre des ateliers de l'information se déroulant à la bibliothèque des sciences de Grenoble.
Le CORTECS a par exemple recensé des « arguments de mauvaise foi » fréquemment utilisés au quotidien et qu'il qualifie de « moisissures argumentatives ».

## Prises de positions publiques

### Affaire «braderie»
En 2017, le collectif rédige un texte intitulé Braderie de l'autodéfense intellectuelle en réaction à l'engouement pour « l'esprit critique » dans la sphère médiatique et enseignante survenu notamment après les attentats de janvier 2015 en France et du 14 juillet 2016. Ainsi, des directives nationales suggèrent d'utiliser l'esprit critique pour "déconstruire les théories du complot", voire "stopper le djihadisme". Le CORTECS questionne le fait de centrer l'apprentissage de l'esprit critique sur certains sujets et d'en éviter d’autres. Le collectif pointe également du doigt la posture dans le milieu sceptique et enseignant qui tend à ignorer ou à mal évaluer le ratio entre une intervention médiatique pertinente en soi et le risque de cautionner un média non-pertinent ou non-approprié, pouvant mener à un rapport contre-productif. Certains sceptiques francophones ont réagi à la suite de ce texte, auxquels le CORTECS répond en février 2017.

### Retrait des prisons
Le CORTECS a dispensé entre 2010 et 2017 des enseignements d'analyse critique dans des établissements pénitentiaires. Estimant que sa mission n'est pas celle d'auxiliaire de police ou de supplétif de quelconque service de l'État, le collectif décide d'y mettre fin en 2017 à la suite des orientations et directives gouvernementales en vue de la détection des détenus radicalisés ou en voie de radicalisation établies ou relayées notamment par le plan d’action Sécurité pénitentiaire et action contre la radicalisation violente, paru en octobre 2016.

### Propriété intellectuelle
En 2013, le collectif soutient la campagne visant à dénoncer les pratiques commerciales de l'éditeur scientifique Elsevier lancée par des universitaires sous le nom Le coût de la connaissance et décide de boycotter l'éditeur. À sa suite, en 2015, Richard Monvoisin, figure du mouvement sceptique et docteur en didactique des sciences, soulève à son tour la question fondamentale de la privatisation des connaissances scientifiques dans un article du Monde Diplomatique intitulé "Recherches publiques, revues privées". En 2016, le docteur en philosophie des sciences Ismaël Benslimane débute à son tour une thèse sur l'étude de modèles compétitifs et privatifs versus collaboratifs et libres.

### Domination linguistique
Le collectif s'intéresse aux problèmes engendrés par l’usage d’une ou plusieurs langues nationales au détriment d’autres langues, par exemple dans les instances européennes ou dans le système international de publication scientifique, qui favorisent ouvertement l'anglais. Subséquemment, il publie sur son site web des articles traduits ou écrits en espéranto.

### Liberté d’expression
Le CORTECS défend une conception radicale de la liberté d’expression, calquée notamment sur celle de Noam Chomsky. À ce titre, Jean Bricmont est invité le 1er avril 2015 à présenter et soumettre publiquement sa thèse à la critique, ce qui a suscité un certaine émotion médiatique et un certain nombre d’anathèmes, ainsi que des menaces.

### Antispécisme
Le CORTECS soutient la réflexion antispéciste et appelle à l’élaboration collective d’une théorie du droit des animaux. En octobre 2017, une disputatio a ainsi été conduite à l’Université Grenoble-Alpe sur le thème de la souffrance animale et questionnant sa légitimité dans le cadre thérapeutique (avec Christophe Ribuot et Yves Bonnardel).

### Publications

#### Ouvrages
- Richard Monvoisin, Quantox : Mésusages idéologiques de la mécanique quantique, Sophia-Antipolis, Book-e-book.com, coll. « Une chandelle dans les ténèbres », 2013, 66 p. (ISBN 978-2-915312-73-7)
- Collectif CorteX, Esprit critique es-tu là ? : 30 activités zététiques pour aiguiser son esprit critique, Sophia-Antipolis, Book-e-book.com, coll. « Une chandelle dans les ténèbres », 2013, 98 p. (ISBN 978-2-915312-76-8)
- Richard Monvoisin et Nicolas Pinsault, Tout ce que vous n’avez jamais voulu savoir sur les thérapies manuelles, Saint-Martin-d'Hères (Isère), Presses universitaires de Grenoble (PUG), coll. « Points de vue et débats scientifiques », 2014, 380 p. (ISBN 978-2-7061-1858-6, OCLC 880268020)
- Richard Monvoisin et Nicolas Pinsault, La Sécu, les vautours et moi. Les enjeux de la protection sociale., Paris, Du Retour, 2017, 272 p. (ISBN 979-10-97079-24-6)
- Denis Caroti et Richard Monvoisin, « Comment ai-je (enfin) compris ce qu’était la science… », dans Marc Silberstein, Qu'est ce que la science... pour vous ? 50 scientifiques et philosophes répondent Tome 1, Éditions matériologiques, mars 2017 (ISBN 978-2-37361-107-6).
- Richard Monvoisin, « La science ou le réenchantement du monde », dans Marc Silberstein, Qu'est ce que la science... pour vous ? 50 scientifiques et philosophes répondent Tome 2, Éditions matériologiques, avril 2018.

#### Articles de revue scientifique
- (en) Albin Guillaud, Nelly Darbois, Richard Monvoisin et Nicolas Pinsault, « Reliability of Diagnosis and Clinical Efficacy of Cranial Osteopathy: A Systematic Review », PLOS ONE, vol. 11, no 12,‎ 9 décembre 2016 (ISSN 1932-6203, lire en ligne, consulté le 21 octobre 2017)
- Denis Caroti, « Cortecs : engager une dynamique formative », Cahiers Pédagogiques, no 550,‎ janvier 2019, p. 53-54 (lire en ligne, consulté le 27 février 2019)
- Denis Caroti, Albin Guillaud et Richard Monvoisin, « Plaidoyer pour l'autodéfense intellectuelle au cœur de l'enseignement des sciences », L'actualité chimique, vol. 421,‎ septembre 2017, p. 56-59 (lire en ligne, consulté le 21 octobre 2017)
- (en) Albin Guillaud, Nelly Darbois, Richard Monvoisin et Nicolas Pinsault, « Reliability of Diagnosis and Clinical Efficacy of Visceral Osteopathy: A Systematic Review », BMC Complementary and Alternative Medicine, vol. 18, no 65,‎ 17 février 2017 (ISSN 1472-6882, lire en ligne, consulté le 7 mars 2018)
- (en) Nelly Darbois, Albin Guillaud et Nicolas Pinsault, « Do Robotics and Virtual Reality Add Real Progress to Mirror Therapy Rehabilitation? A Scoping Review », Rehabilitation Research and Practice, vol. 2018,‎ 19 août 2018 (DOI 10.1155/2018/6412318, lire en ligne)
- Nelly Darbois, Jean-Nöel Evain, Albin Guillaud, Marc Lilot et Nicolas Pinsault, « Une opération à cœur ouvert sous acupuncture ? Décryptage d’une émission diffusée sur France 2 », Santé Publique, vol. 30, no 4,‎ juillet-août 2018, p. 455-464 (DOI 10.3917/spub.185.0455., lire en ligne, consulté le 23 janvier 2019)

#### Articles de presse
- Denis Caroti, « En état critique », Esprit de Babel, no 3,‎ janvier 2011, p. 20-22 (lire en ligne, consulté le 22 octobre 2017)
- Guillemette Reviron et Richard Monvoisin, « Esprit critique en acier pour gens en taule ? Tentatives d’ateliers critiques en prison. », Le monde libertaire, no 1621,‎ janvier 2011 (lire en ligne, consulté le 22 octobre 2017)
- Richard Monvoisin, « Petit cours de zététique », Sport & Vie, vol. 127,‎ juillet-août 2011 (lire en ligne, consulté le 22 octobre 2017)
- Richard Monvoisin, « Quantoc : l'art d’accommoder le mot quantique à toutes les sauces », Bulletin de l'union des physiciens, vol. 105, no 935,‎ juillet 2011, p. 679-700 (lire en ligne, consulté le 22 octobre 2017)
- Richard Monvoisin, « Efficacité thérapeutique, quelques notions de base », S!lence, no 399,‎ mars 2012, p. 10 (lire en ligne, consulté le 22 octobre 2017)
- Richard Monvoisin, « La vulgarisation, fabrique du consentement », Le monde,‎ juin 2013 (lire en ligne, consulté le 22 octobre 2017)
- Richard Monvoisin, « La médecine et ses « alternatives », quelques outils d’autodéfense pour militant-es… », La traverse, no 3,‎ octobre 2013 (lire en ligne, consulté le 22 octobre 2017)
- Clara Egger, « Peur sur la ville : retour sur le traitement médiatique de l’attaque de Nairobi », ACRIMED,‎ octobre 2013 (lire en ligne, consulté le 22 octobre 2017)
- Richard Monvoisin, « Recherche publique, revues privées », Le monde diplomatique, vol. 741, no 12,‎ décembre 2015, p. 22 (lire en ligne, consulté le 22 octobre 2017)
- Richard Monvoisin et Nicolas Pinsault, « La kinésithérapie piégée par les mages », Le monde diplomatique, vol. 705, no 12,‎ décembre 2012, p. 22-27 (lire en ligne, consulté le 22 octobre 2017)
- Jérémy Fernandes et Richard Monvoisin, « Situation dramatique en Lozère », Le monde libertaire, vol. 1787,‎ avril 2017, p. 6-8 (lire en ligne, consulté le 22 octobre 2017)
- Jérémy Fernandes et Richard Monvoisin, « Mayotte : reconfigurations coloniales », Mouvements, vol. 1787,‎ mars 2017 (lire en ligne, consulté le 7 mars 2018)
- Gwladys Demazure, Albin Guillaud et Richard Monvoisin, « La sophrologie Caycédienne, entre conte new age et pseudoscience », Science et pseudoscience, vol. 323,‎ janvier 2018

#### Thèses et mémoires
- Richard Monvoisin (dir. Patrick Levy et Henri Broch) , Pour une didactique de l'esprit critique. Zététique & utilisation des interstices pseudoscientifiques dans les médias, Grenoble, Université Joseph Fourier (thèse de doctorat en didactique des disciplines scientifiques), 2007, [document sur le site du cortecs (page consultée le 21 Octobre 2017)]
- Nelly Darbois (dir. Stéphanie Bernelle et Richard Monvoisin), La fasciathérapie "Méthode Danis Bois" : niveau de preuve d’une pratique de soin non conventionnel, Grenoble, Université Joseph Fourier (mémoire de maîtrise en Kinésithérapie), 2012, [document sur le site du cortecs (page consultée le 21 Octobre 2017)]
- Ismaël Benslimane (dir. Guillemette Reviron), Étude critique d’un système d’analyse prédictive appliqué à la criminalité : Predpol®, Grenoble, Université Joseph Fourier (master 1 en physique), 2014, [document sur le site du cortecs (page consultée le 21 Octobre 2017)]
- Albin Guillaud (dir. Stéphanie Ruphy et Nicolas Pinsault), Intégration et évaluation des médecines alternatives et complémentaires, Grenoble, Université Grenoble-Alpes (mémoire de master en histoire, philosophie et sociologie des sciences), 2016, [document sur le site du cortecs (page consultée le 21 Octobre 2017)]

#### Interventions radiophoniques
- Denis Caroti, CorteX, Scepticisme scientifique, Épisode #90, 2011, [émission sur le site de Scepticisme Scientifique (page consultée le 22 Octobre 2017)]
- Guillemette Reviron (CORTECS), Denis Caroti (CORTECS), Idriss Aberkane, Zététique ou l'art du doute, France Inter - 3D le journal, 2015, [émission sur le site de France Inter (page consultée le 22 Octobre 2017)]
- Richard Monvoisin, Rencontre avec Richard Monvoisin, Scepticisme scientifique, épisodes #308 et # 309, 2015, [émission sur le site de Scepticisme Scientifique (page consultée le 22 Octobre 2017)]
- Nelly Darbois, La fasciathérapie, Scepticisme scientifique, épisode #326, 2016, [émission sur le site de Scepticisme Scientifique (page consultée le 22 Octobre 2017)]
- Nelly Darbois et Albin Guillaud, Ostéopathie crânienne : rapport du CORTECS, Scepticisme scientifique, épisode #367, 2017, [émission sur le site de Scepticisme Scientifique (page consultée le 22 Octobre 2017)]